# Tellervo strymon
Tellervo strymon är en fjärilsart som beskrevs av Hans Fruhstorfer 1911. Tellervo strymon ingår i släktet Tellervo och familjen praktfjärilar. Inga underarter finns listade i Catalogue of Life.